# Diptilon philocles
Diptilon philocles är en fjärilsart som beskrevs av Druce 1896. Diptilon philocles ingår i släktet Diptilon och familjen björnspinnare. Inga underarter finns listade i Catalogue of Life.